# Ärztekammer Sachsen-Anhalt
Die Ärztekammer Sachsen-Anhalt ist die Ärztekammer für das Bundesland Sachsen-Anhalt. Sie ist eine Körperschaft des öffentlichen Rechts mit Sitz in Magdeburg. Sie unterhält Geschäftsstellen in Magdeburg und Halle (Saale).

## Organisation
Organe der Ärztekammer Sachsen-Anhalt sind die Kammerversammlung, mit 37 gewählten Delegierten sowie der Kammervorstand, bestehend aus Präsident, 1 Vizepräsident und 7 Beisitzern.

## Aufgaben
Die Aufgaben der Ärztekammer Sachsen-Anhalt ergeben sich aus § 5 des Gesetzes über die Kammern für Heilberufe Sachsen-Anhalt(KGHB-LSA) des Landes Sachsen-Anhalt. Dies sind u. a.:
- Interessenwahrnehmung
- Berufsaufsicht
- Unterstützung des öffentlichen Gesundheitsdienstes
- Sicherstellung eines ärztlichen Notfalldienstes
- Förderung von Ausbildung, Weiterbildung und Fortbildung
- Schaffung von Fürsorge- und Versorgungseinrichtungen
- Abgabe von Stellungnahmen gegenüber Behörden
- Streitschlichtung
- Ausstellung von Heilberufsausweisen
- Zertifizierung von Fortbildungsveranstaltungen

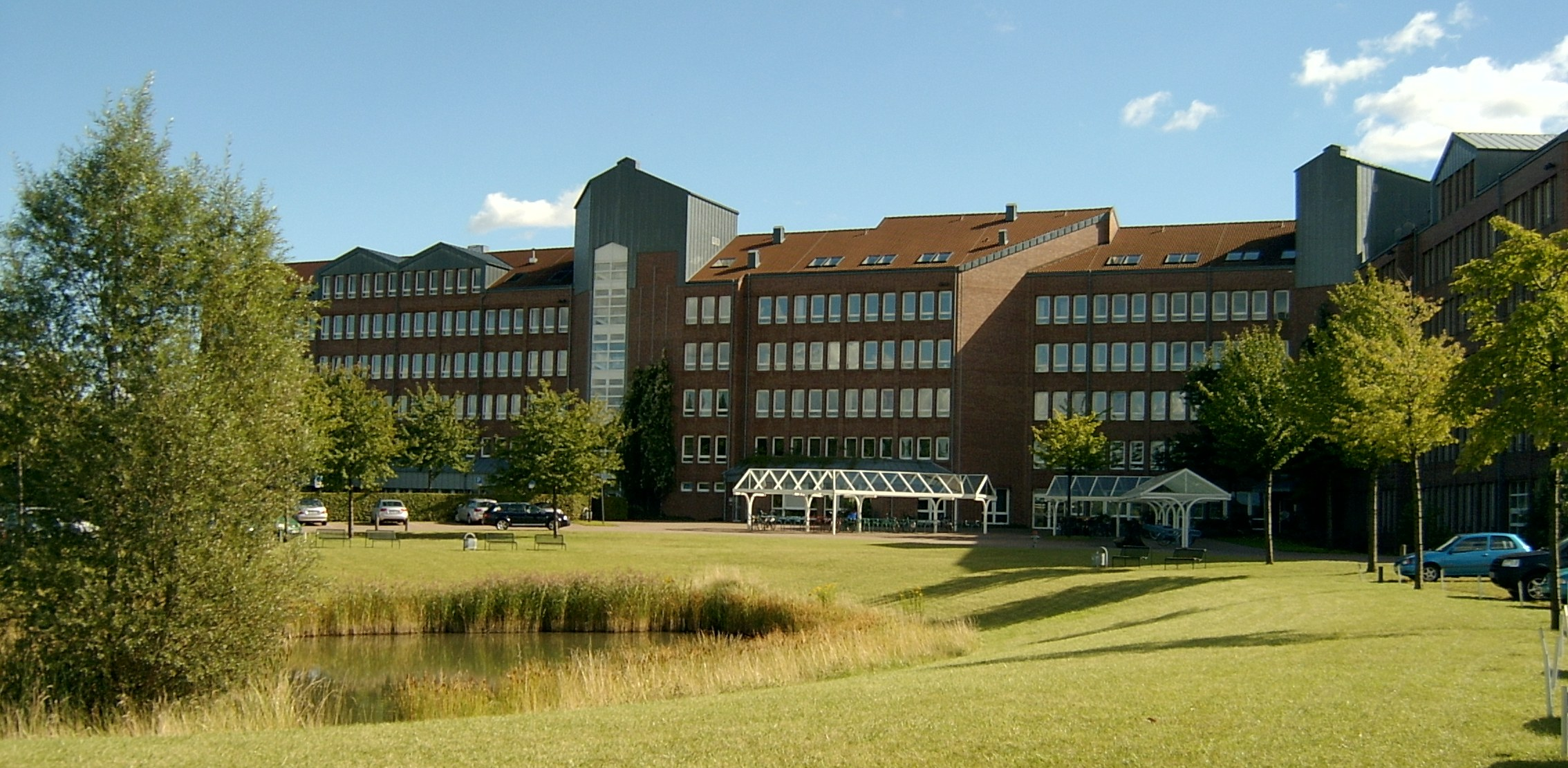
Haus der Ärztekammer und der Kassenärztlichen Vereinigung Sachsen-Anhalt, Magdeburg 2007

## Geschichte
Vom 23. bis 26. Mai 2006 war die Ärztekammer Sachsen-Anhalt Gastgeber des 109. Deutschen Ärztetags in Magdeburg.